# Coppa delle nazioni oceaniane 1998
La Coppa delle nazioni oceaniane 1998 (1998 OFC Nations Cup) fu la quarta edizione della Coppa delle nazioni oceaniane, competizione calcistica per nazionali organizzata dalla OFC. La competizione si svolse in Australia dal 25 settembre 1998 al 4 ottobre 1998 e vide la partecipazione di sei squadre: Australia, Figi, Isole Cook, Nuova Zelanda, Tahiti e Vanuatu. Il torneo valse anche come qualificazione per la FIFA Confederations Cup 1999.

## Formula
- Qualificazioni

Australia e Nuova Zelanda sono qualificate direttamente alla fase finale. Rimangono 10 squadre per 4 posti disponibili per la fase finale: la Coppa della Melanesia 1998 e la Coppa della Polinesia 1998 mettono in palio la qualificazione al torneo per la prima e la seconda qualificata.
- Fase finale

Fase a gruppi - 6 squadre, divise in due gruppi da tre squadre. Giocano partite di sola andata, le prime due classificate si qualificano alle semifinali.
Fase a eliminazione diretta - 4 squadre, giocano partite di sola andata. La vincente si laurea campione OFC e si qualifica alla FIFA Confederations Cup 1999.

## Squadre partecipanti
| Pr. | Squadra       | Data di qualificazione certa | Partecipante in quanto                           | Partecipazioni precedenti al torneo | Ultima presenza      |
| --- | ------------- | ---------------------------- | ------------------------------------------------ | ----------------------------------- | -------------------- |
| 1   | Australia     | -                            | Qualificata di diritto                           | 2 (1980, 1996)                      | 1996                 |
| 2   | Nuova Zelanda | -                            | Qualificata di diritto                           | 3 (1973, 1980, 1996)                | 1996                 |
| 3   | Tahiti        | 8 settembre 1998             | Vincitrice della Coppa della Polinesia 1998      | 3 (1973, 1980, 1996)                | 1996                 |
| 4   | Isole Cook    | 8 settembre 1998             | 2ª classificata della Coppa della Polinesia 1998 | -                                   | Esordiente           |
| 5   | Figi          | 12 settembre 1998            | Vincitrice della Coppa della Melanesia 1998      | 2 (1973, 1980)                      | Nuova Caledonia 1980 |
| 6   | Vanuatu       | 12 settembre 1998            | 2ª classificata della Coppa della Melanesia 1998 | 2 (1973, 1980)                      | Nuova Caledonia 1980 |

Nella sezione "partecipazioni precedenti al torneo", le date in grassetto indicano che la nazione ha vinto quella edizione del torneo, mentre le date in corsivo indicano la nazione ospitante.

## Stadi
È stato scelto uno stadio per ospitare la competizione.
| Brisbane               | BrisbaneCoppa delle nazioni oceaniane 1998 (Australia) |
| Suncorp Stadium        | BrisbaneCoppa delle nazioni oceaniane 1998 (Australia) |
| 27°27′53″S 153°00′34″E | BrisbaneCoppa delle nazioni oceaniane 1998 (Australia) |
| Capienza: 12.000       | BrisbaneCoppa delle nazioni oceaniane 1998 (Australia) |
|                        | BrisbaneCoppa delle nazioni oceaniane 1998 (Australia) |

## Fase finale

### Fase a gruppi

#### Gruppo A
| Pos | Squadra       | G | V | N | P | GF | GS | DG  | Pt | Risultato                        |
| --- | ------------- | - | - | - | - | -- | -- | --- | -- | -------------------------------- |
| 1   | Nuova Zelanda | 2 | 2 | 0 | 0 | 9  | 1  | +8  | 6  | Qualificate alla fase successiva |
| 2   | Tahiti        | 2 | 1 | 0 | 1 | 5  | 2  | +3  | 3  | Qualificate alla fase successiva |
| 3   | Vanuatu       | 2 | 0 | 0 | 2 | 2  | 13 | −11 | 0  |                                  |

| Arbitro: | Micallef |

|                  |           |  |
| Paama 13’ (aut.) | Marcatori |  |

| Arbitro: | Shah |

|                                                               |           |                  |
| Christie 1’ Coveny 11’, 25’, 39’, 40’ Ryan 34’, 65’ Bunce 65’ | Marcatori | 45’ Roronamahava |

| Arbitro: | Micallef |

|                                                    |           |           |
| Quennet 9’, 10’, 74’ Zaveroni 54’ Harold Amaru 75’ | Marcatori | 82’ Rarai |

#### Gruppo B
| Pos | Squadra    | G | V | N | P | GF | GS | DG  | Pt | Risultato                        |
| --- | ---------- | - | - | - | - | -- | -- | --- | -- | -------------------------------- |
| 1   | Australia  | 2 | 2 | 0 | 0 | 19 | 1  | +18 | 6  | Qualificate alla fase successiva |
| 2   | Figi       | 2 | 1 | 0 | 1 | 4  | 3  | +1  | 3  | Qualificate alla fase successiva |
| 3   | Isole Cook | 2 | 0 | 0 | 2 | 0  | 19 | −19 | 0  |                                  |

| Arbitro: | Grimshaw |

|                   |           |          |
| Mori 2’, 25’, 44’ | Marcatori | 62’ Masi |

| Arbitro: | Raveino |

| |           |  |
| Trimboli 1’, 12’, 63’ Mori 8’, 15’, 30’, 34’ Maloney 17’, 89’ Ceccoli 42’ Trajanovski 48’, 68’, 76’ (rig.), 88’ Chipperfield 66’ Halpin 80’ | Marcatori |  |

| Arbitro: | Grimshaw |

|                                               |           |  |
| Dickinson 18’ (aut.) Kilalwaca 54’ Nasema 85’ | Marcatori |  |

### Fase a eliminazione diretta

#### Tabellone
|  | Semifinali    | Semifinali    | Semifinali |           |               | Finale          | Finale          | Finale          |  |
|  |               |               |            |           |               |                 |                 |                 |  |
|  | Nuova Zelanda | Nuova Zelanda | 1          |           |               |                 |                 |                 |  |
|  | Nuova Zelanda | Nuova Zelanda | 1          |           |               |                 |                 |                 |  |
|  | Figi          | Figi          | 0          |           |               |                 |                 |                 |  |
|  | Figi          | Figi          | 0          |           | Nuova Zelanda | Nuova Zelanda   | 1               |                 |  |
|  |               |               |            |           | Nuova Zelanda | Nuova Zelanda   | 1               |                 |  |
|  |               |               | Australia  | Australia | 0             |                 |                 |                 |  |
|  | Australia     | Australia     | Australia  | Australia | 0             | 4               |                 |                 |  |
|  | Australia     | Australia     |            |           |               | 4               |                 |                 |  |
|  | Tahiti        | Tahiti        | 1          |           |               | Finale 3º posto | Finale 3º posto | Finale 3º posto |  |
|  | Tahiti        | Tahiti        | 1          |           |               |                 |                 |                 |  |
|  |               |               |            |           |               |                 |                 |                 |  |
|  |               |               |            |           |               | Figi            | Figi            | 4               |  |
|  |               |               |            |           |               | Figi            | Figi            | 4               |  |
|  |               |               |            |           |               | Tahiti          | Tahiti          | 2               |  |

#### Semifinali
| Arbitro: | Raveino |

|         |           |  |
| Hay 88’ | Marcatori |  |

| Arbitro: | Shah |

|                             |           |             |
| Mori 1’, 32’, 81’ Veart 86’ | Marcatori | 55’ Labaste |

#### Finale per il 3º posto
| Arbitro: | Micallef |

|                                    |           |                   |
| Masi 26’, 31’ Lai 28’ Seruvatu 43’ | Marcatori | 81’, 82’ Rousseau |

#### Finale per il 1º posto
| Arbitro: | Raveino |

|  |           |            |
|  | Marcatori | 24’ Burton |

## Statistiche

### Classifica marcatori
10 reti
- Damian Mori

4 reti
- Kris Trajanovski
- Vaughan Coveny

3 reti
- Paul Trimboli
- Esala Masi
- Gerald Quennet

2 reti
- Bradley Maloney
- Rupert Ryan
- Loup Rousseau

1 rete
- Alvin Ceccoli
- Scott Chipperfield
- Troy Halpin
- Carl Veart
- Maika Waga
- Shailend Lal
- Valerio Nasema
- Ulaisi Seruvatu
- Che Bunce
- Mark Burton
- Tinol Christie
- Danny Hay
- Harold Amaru
- Hiro Labaste
- Teva Zaveroni
- Edwin Rarai
- Peter Roronamahava

Autoreti
- Heimana Paama
- Heath Dickinson